# Ameles decolor
Espèce
La mante décolorée (Ameles decolor) est une espèce d'insectes mantoptères de la famille des Mantidae. Elle vit dans le sud de l'Europe (Espagne, sud de la France, Italie, péninsule balkanique) et en Afrique du Nord.

## Description

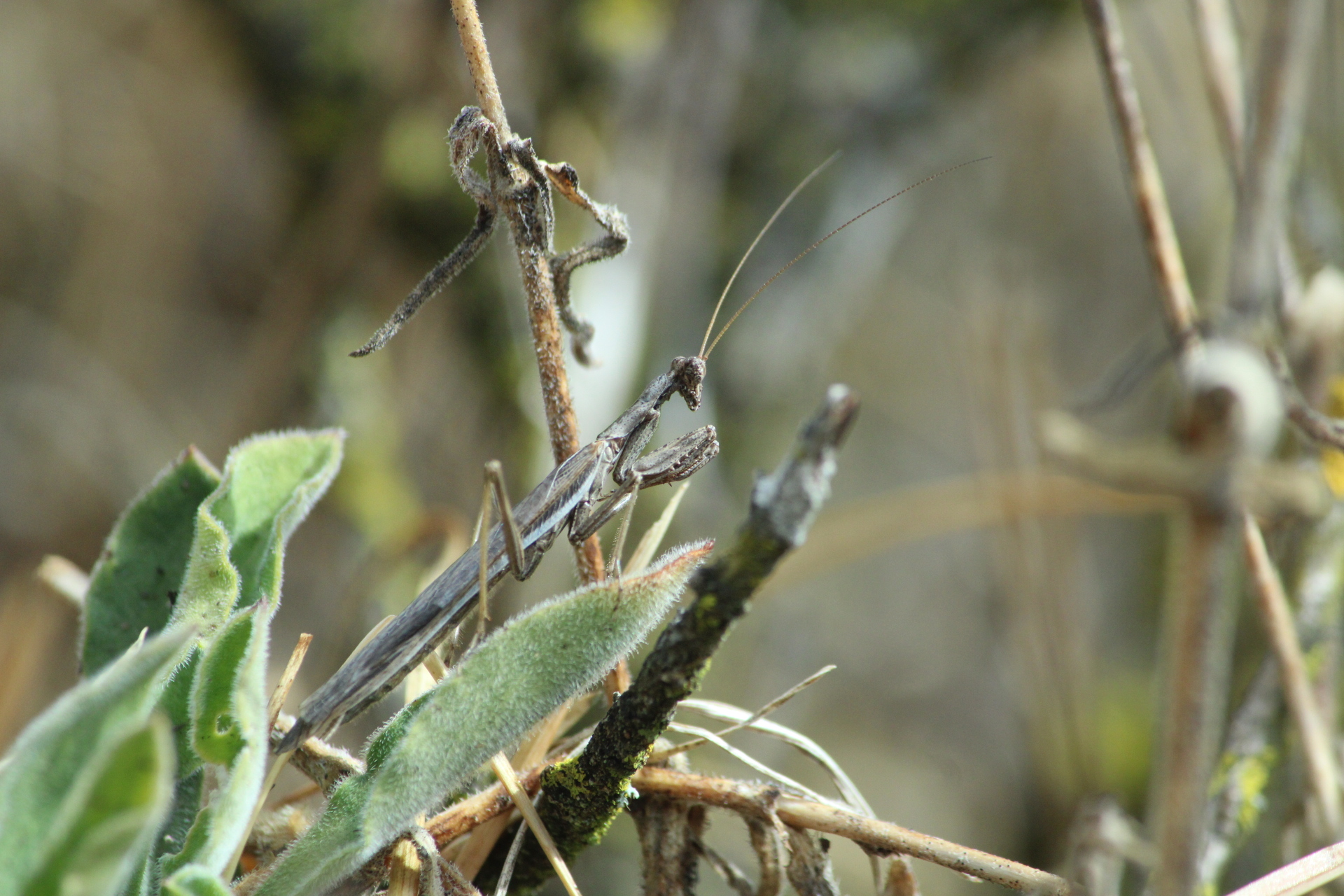
Ameles decolor mâle adulte, les ailes sont clairement visibles

Ameles decolor est un petit mantidae mesurant entre 2 et 3 cm de long. Cette espèce est de couleur beige à brune. Elle présente un dimorphisme sexuel, les mâles adultes sont ailés et aptes au vol, tandis que les femelles possèdent des ailes vestigiales et sont donc incapables de voler. 

## Galerie

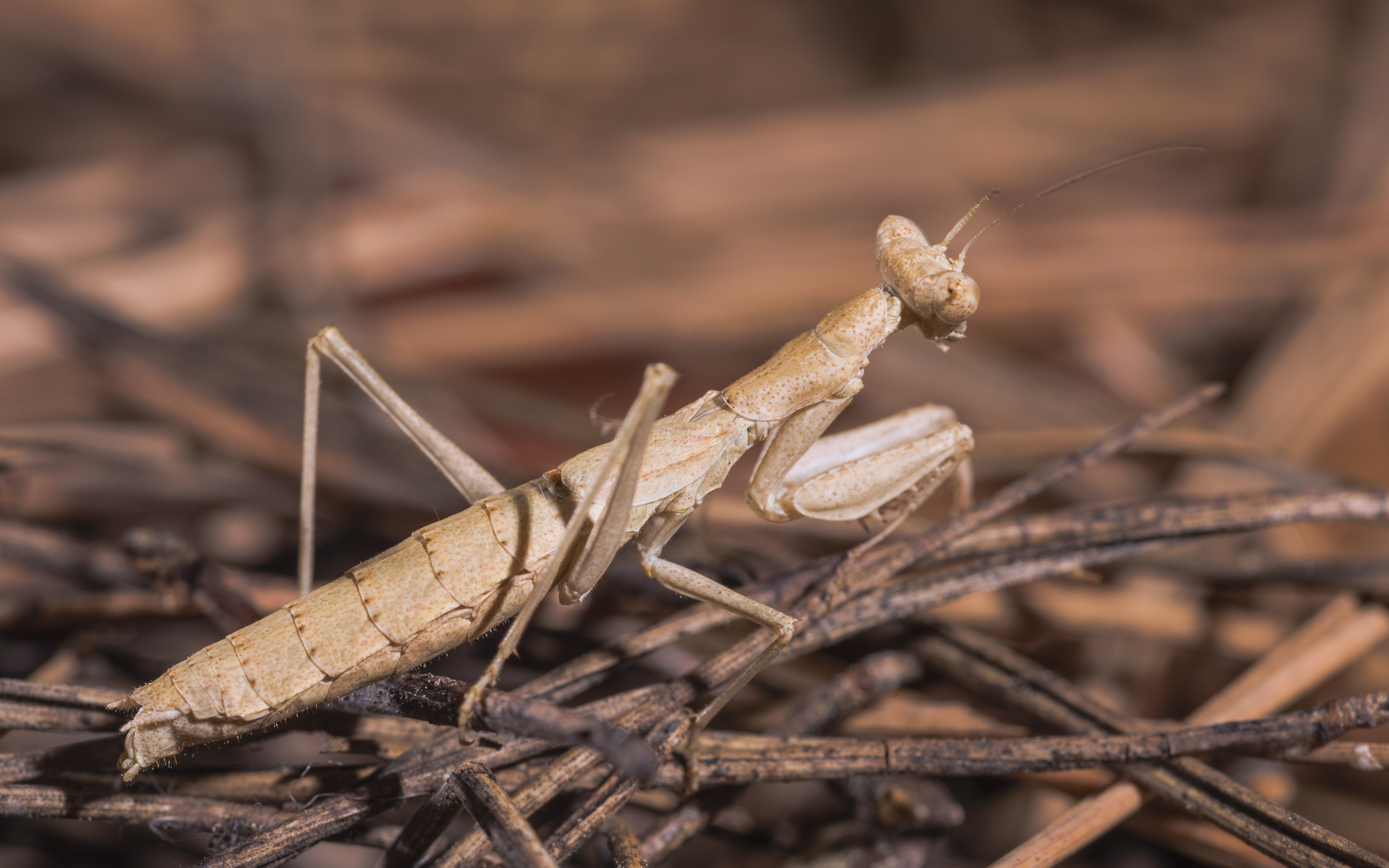
Une femelle immature
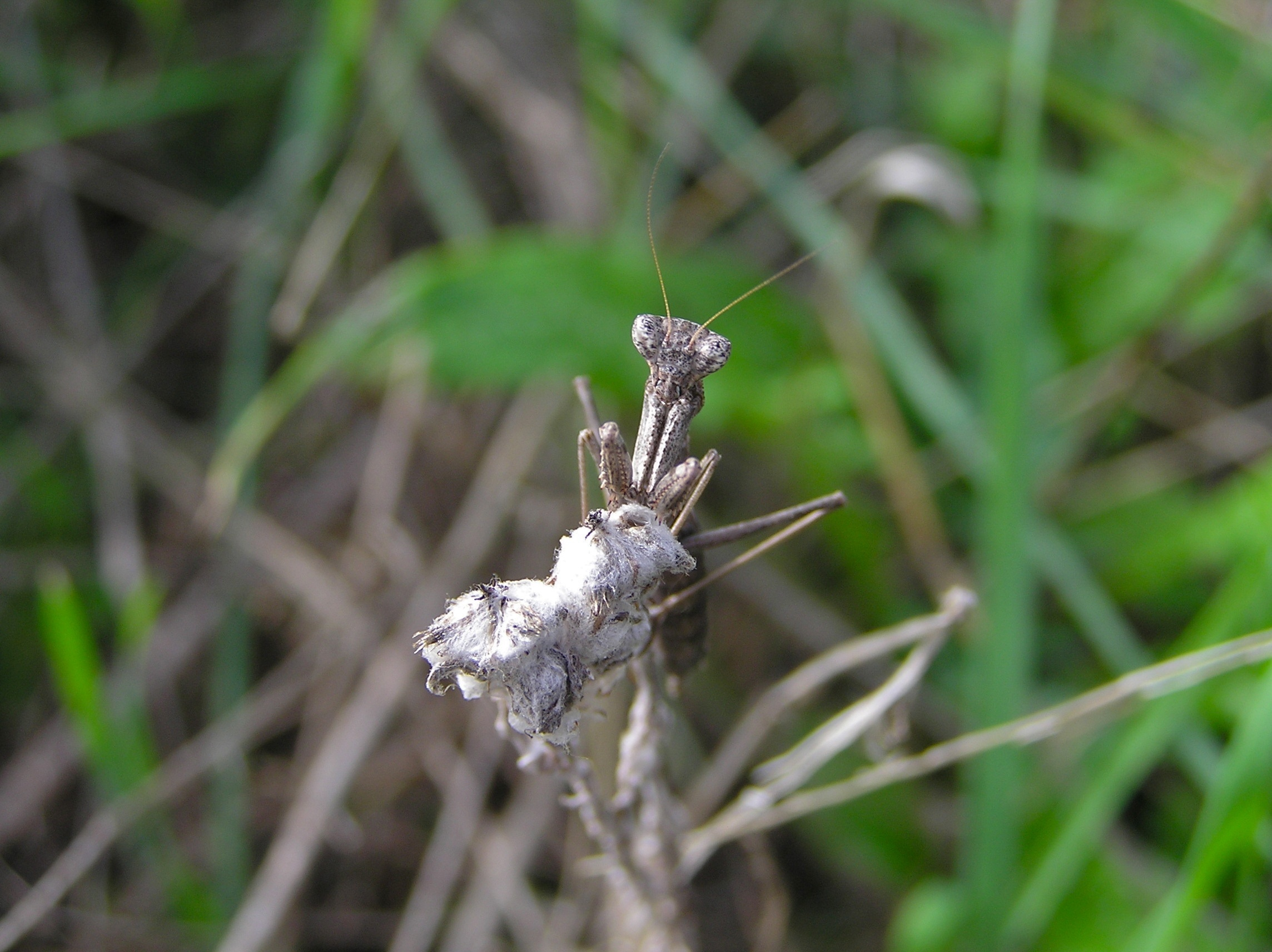
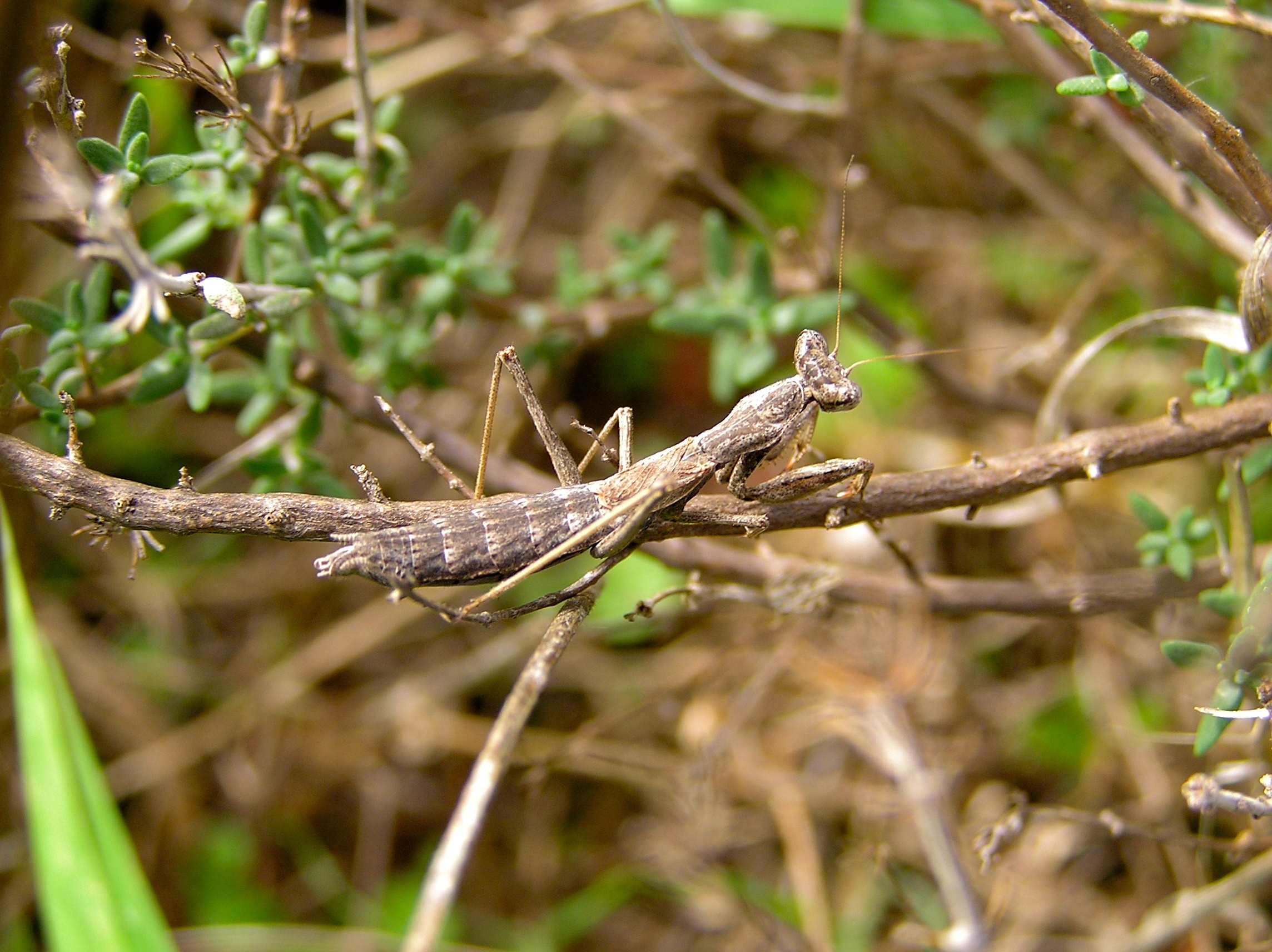
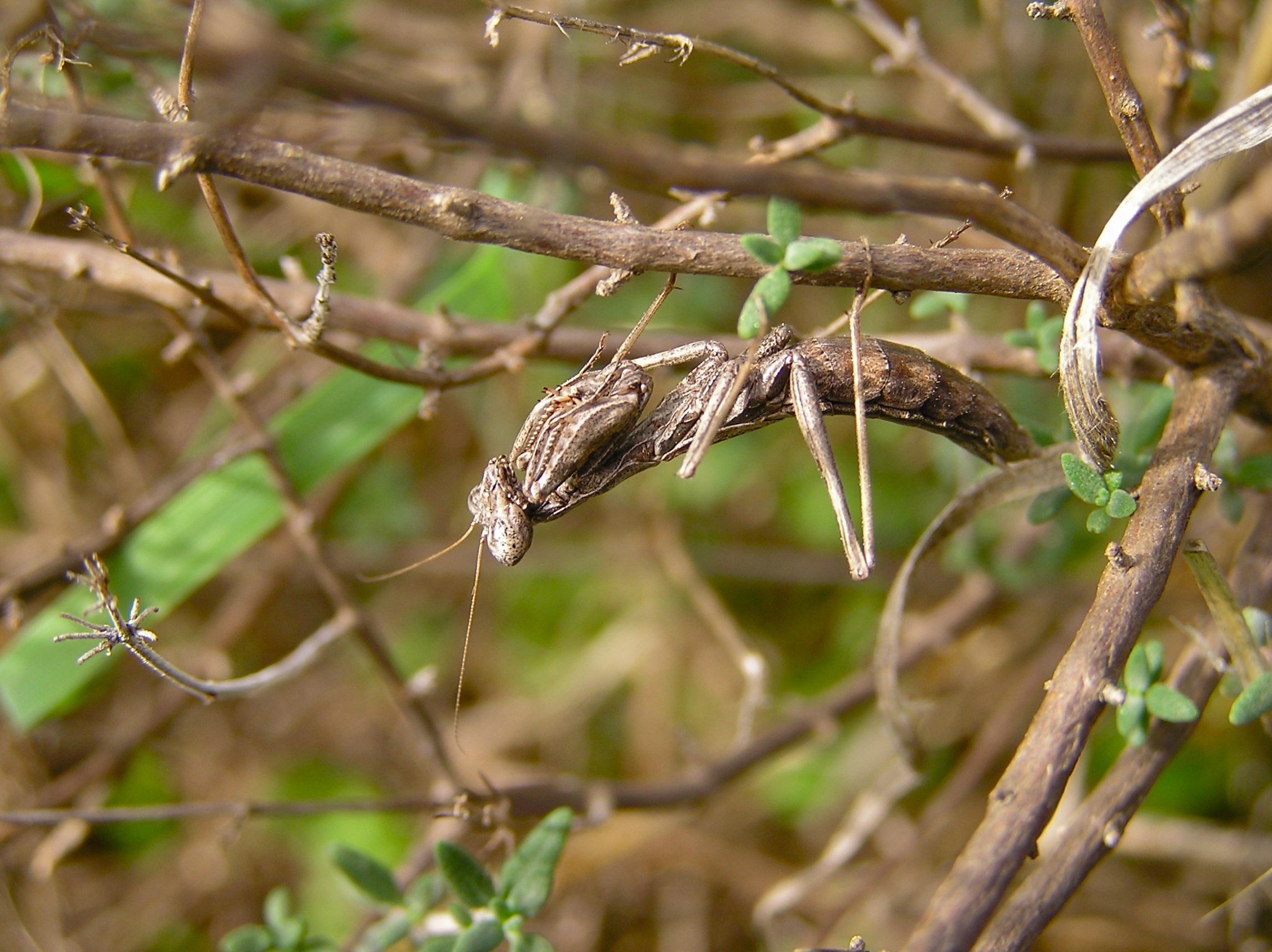